# Ecnomus kakaduensis
Ecnomus kakaduensis är en nattsländeart som beskrevs av Cartwright 1990. Ecnomus kakaduensis ingår i släktet Ecnomus och familjen trattnattsländor. Inga underarter finns listade i Catalogue of Life.